# Jiamusi
Jiamusi (cinese: 佳木斯; pinyin: Jiāmùsī) è una città-prefettura della Cina nella provincia dell'Heilongjiang.

## Suddivisioni amministrative
- Distretto di Qianjin
- Distretto di Xiangyang
- Distretto di Dongfeng
- Distretto di Jiao
- Tongjiang
- Fujin
- Fuyuan
- Contea di Huanan
- Contea di Huachuan
- Contea di Tangyuan